# Yin Zhou jinwen jicheng
Yin Zhou jinwen jicheng (chinesisch 殷周金文集成 – „Sammlung von Bronzeinschriften aus der Zeit der Shang- und Zhou-Dynastie“; Abk. Jicheng 集成 oder kurz JC) ist eine Sammlung von chinesischen Bronzeinschriften aus der Zeit der Yin- (= Shang) und Zhou-Dynastie. Sie wurde vom Archäologischen Institut der Chinesischen Akademie der Sozialwissenschaften in den Jahren 1984–94 herausgegeben und ist in zwanzig Bänden erschienen.
Das Werk enthält 12.113 Abbildungen von Abreibungen eingeteilt nach Gefäßtyp und Inschriftenlänge. Die Inschrift des Gefäßes Guo Ji Zi Bai pan beispielsweise trägt die Nummer 10173.
Neben der Sammlung Jinchu Yin Zhou jinwen jilu 近出殷周金文集录 (6 Bde., Beijing: Zhonghua, 2002) ist es eine der derzeit maßgeblichen und größten Sammlungen von Bronzeinschriften.

## Bibliographische Angaben
- Zhongguo shehui kexueyuan Kaogu yanjiusuo (Hg.): Yin Zhou jinwen jicheng, 20 Bde., Shanghai: Zhonghua shuju 1984–94
- Zhongguo shehui kexueyuan Kaogu yanjiusuo (Hg.): Yin Zhou jinwen jicheng shiwen, 6 Bde., Hongkong 2001 (Transkription der Inschriften)